# Max Gazzè
Max Gazzè (de son vrai nom Massimiliano Gazzè) né le 6 juillet 1967 à Rome, est un chanteur-compositeur de nationalité italienne. 

## Biographie
Il naît à Rome mais immigre avec sa famille à Bruxelles où il fréquente l’école européenne. À l’âge de 6 ans, il commence à étudier la musique et le piano. À 14 ans, il se passionne pour la guitare basse et commence rapidement à jouer avec différents groupes musicaux.
Pendant cinq ans, il collabore avec le groupe anglais « 4 Play 4 » (Alister Tomes, Russell Jarrett, Max Gazzè et Dave Cartwright) et il travaille en France et aux Pays-Bas.
En 1991, il rentre à Rome où il travaille dans son atelier d’enregistrement à différents projets. En 1995, il publie son premier album Contro un’onda del mare, qui sera présenté pendant le tour du chanteur compositeur Franco Battiato.
En 1998, il publie son deuxième album La favola di Adamo ed Eva et il participe à l’album en honneur de Robert Wyatt. En février 1999, il participe au Festival de Sanremo avec la chanson Una musica può fare.
En 2000, il publie son troisième album Max Gazzé et il participe à nouveau au Festival de Sanremo, avec la chanson Il timido ubriaco, et au « Festivalbar ». En 2001, il sort son quatrième album Ognuno fa quello che gli pare ? dans lequel il invite différents artistes à collaborer avec lui, notamment Stephan Eicher pour la chanson Il dolce della vita. Sa collaboration avec Stephan Eicher sera de plus en plus étroite et il collaborera à son album Taxi Europa, avec qui il chante la chanson qui donne le titre à l'album.
En 2008, il publie son nouvel album Tra l’aratro e la radio et en 2010 il participe en tant qu’acteur au film de Rocco Papaleo Basilicata Coast to Coast, pour lequel il compose aussi la bande originale du film et la chanson Mentre dormi.
En 2010, il publie l'album Quindi? qui est le fruit d’une étroite collaboration avec son ami Gimmi Santucci. En 2013, il participe au Festival de Sanremo avec la chanson Sotto casa.
Max Gazzè débute comme acteur dans le film Basilicata coast to coast qui sort en 2010 en Italie et en 2013 en France. Le film et la bande originale reçoivent plusieurs prix : Nastro d'Argento (Ruban d'argent), David di Donatello, Ciak d'oro et Globe d'or.
En 2021, il participe au Festival de Sanremo avec la chanson Il farmacista.

## Discographie

### Albums
- 1996 – Contro un'onda del mare
- 1998 – La favola di Adamo ed Eva
- 2000 – Max Gazzè (Gadzilla)
- 2001 – Ognuno fa quello che gli pare?
- 2002 – Antecedentemente inedito
- 2004 – Un giorno
- 2008 – Tra l'aratro e la radio
- 2010 - Quindi?
- 2013 - Sotto casa
- 2014 - Il padrone della festa (avec Niccolò Fabi et Daniele Silvestri)
- 2015 - Maximilian
- 2018 - Alchemaya
- 2021 - La Matematica Dei Rami

### Compilations
- 2005 – Raduni 1995-2005
- 2007 – The Best of Platinum
- 2008 - Una musica può fare
- 2013 - The Platinum Collection

### Singles
- 1997 - Cara Valentina
- 1998 - La favola di Adamo ed Eva
- 1998 - Vento d'estate
- 1999 - Una musica può fare
- 1999 - Colloquium vitae (feat. Mao)
- 2000 - Il timido ubriaco
- 2000 - L'uomo più furbo
- 2000 - Su un ciliegio esterno
- 2001 - Non era previsto
- 2001 - Il debole tra i due
- 2004 - La nostra vita nuova
- 2004 - Annina
- 2005 - Splendere ogni giorno il sole
- 2005 - Di Nascosto
- 2008 - Il solito sesso
- 2010 - Mentre dormi
- 2010 - A cuore scalzo
- 2011 - Il drago che ti adora
- 2013 - Sotto casa
- 2013 - I tuoi maledettissimi impegni
- 2013 - Buon compleanno
- 2015 - La vita com'è
- 2016 - Mille volte ancora
- 2016 - Ti sembra normale
- 2016 - Teresa

## Filmographie
- 2023 : Diabolik, chi sei? de Marco et Antonio Manetti